# 苞叶木属
苞叶木属（学名：Chaydaia）是鼠李科下的一个属。该属共有2种，分布于越南和中国。
现为猫乳属 （Rhamnella Miq.）的异名。

## 物种
本属包括以下物种：
- 苞叶木 Chaydaia rubrinervis